# Пропозиція (серіал)
«Пропозиція» (англ. The Offer) — американський мінісеріал, режисера Декстера Флетчера, що включає 10 епізодів та розповідає про зйомки фільму «Хрещений батько». Заснований на спогадах продюсера картини Альберта С. Радді, який став і одним із продюсерів «Пропозиції» Головну роль у ньому зіграв Майлз Теллер. Прем'єра серіалу відбудеться 28 квітня 2022 року.

## Сюжет
Дія серіалу відбувається у 1970-ті роки. Головні герої — продюсер Альберт С. Радді та молодий режисер Френсіс Форд Коппола, які розпочинають роботу над фільмом «Хрещений батько», який згодом отримав культовий статус. Їм доводиться долати безліч труднощів: у виконавця однієї з головних ролей Марлона Брандо надто складний характер, інший актор, Аль Пачіно, не подобається студії через свій низький зріст, впливовий мафіозі Джо Коломбо намагається зірвати зйомки. Проте картину вдається зняти.
Сценарій серіалу ґрунтується на спогадах Радді.

## У ролях
| Актор           | Роль                 |
| --------------- | -------------------- |
| Майлз Теллер    | Альберт Радді        |
| Метью Гуд       | Роберт Еванс         |
| Ден Фоґлер      | Френсіс Форд Коппола |
| Джованні Рібізі | Джо Коломбо          |
| Берн Ґорман     | Чарльз Блюдорн       |
| Колін Генкс     | Баррі Лапідус        |
| Джастін Чемберс | Марлон Брандо        |
| Джуно Темпл     | Бетті Маккарт        |
| Ентоні Іполіто  | Аль Пачіно           |
| Патрік Галло    | Маріо П'юзо          |
| Нора Арнезедер  | Франсуаза Глейзер    |
| Джош Цукерман   | Пітер Барт           |
| Френк Джон Г'юз | Френк Сінатра        |
| Пол Маккрейн    | Джек Баллард         |
| Денні Нуччі     | Маріо Бьяджі         |
| Ерік Бальфур    | Дін Тавуларіс        |

## Виробництво
Проект було анонсовано у вересні 2020 року для показу на Paramount+. Серіал показуватиме точку зору Альберта Радді. Армі Гаммер доєднався до касту у грудні 2020 року, але вибув з проєкту за місяць; його замінив Майлз Теллер у травні 2021. У квітні 2021 року до команди долучився Декстер Флетчер, який буде відповідальний за кілька епізодів. Метью Гуд, Джованні Рібізі, Колін Генкс, Ден Фоґлер та Джуно Темпл долучилися до зйомок у червні 2021, а у липні Берн Ґорман отримав роль Чарльза Блюдорна. Джастін Чемберс з'явиться у другорядній ролі як Марлон Брандо. У жовтні 2021 Ерік Бальфур, Майкл Гандольфіні і Зак Шор приєдналися до акторського складу, причому Бальфур гратиме художника-постановника Діна Тавуларіса.
Зйомки серіалу почалися в липні 2021 року, але були призупинені 29 липня через позитивні тести на COVID-19 у членів знімальної групи. 23 серпня 2021 року стало відомо, що плани зйомок у Шато «Marmont» з 25 по 27 серпня були припинені після того, як дізналися про місцеву трудову суперечку. Вихід мінісеріалу запланований на 28 квітня 2022 року, причому перші три епізоди з десяти будуть доступні відразу після прем'єри, а решта виходитимуть щотижня по четвергах.

## Оцінки та відгуки
На вебсайті агрегатора рецензій Rotten Tomatoes 50% з 12 відгуків критиків є позитивними, із середнім рейтингом 5,9/10. Metacritic, який використовує середньозважене значення, присвоїв оцінку 61 зі 100 на основі 9 критиків, що вказує на «загалом схвальні відгуки».